# Kingussie
Kingussie (gaélique : Ceann a' Ghiuthsaich (gd)) est une ville d'Écosse, située dans le council area des Highlands et dans la région de lieutenance de l'Inverness-shire. De 1975 à 1996, elle était la capitale administrative du district de Badenoch and Strathspey, au sein de la région des Highlands. Kingussie se trouve 67 km au sud d'Inverness, 20 km au sud d'Aviemore, et 5 km au nord de Newtonmore, sa principale rivale en shinty.

## Histoire
Le nom « Kingussie » vient du gaélique « Ceann a' Ghiuthsaich », signifiant « tête de la forêt de pins ».
Les ruines de la caserne de Ruthven du XVIIIe siècle, ouvertes aux visiteurs à tout moment, se trouvent à proximité du site originel du village qui a été déplacé pour éviter les crues de la Spey.